# SolarWinds
SolarWinds je americká soukromá nadnárodní společnost se sídlem v Austinu ve státě Texas založená v roce 1999. Zabývá se vývojem, výrobou, licencováním a podporou široké škály produktů a služeb, které jsou spjaté především s informačními technologiemi (IT) a počítači. Společnost působí celosvětově a má cca 20 poboček, včetně pobočky v Brně, která je její největší vývojovou pobočkou a má více než 300 zaměstnanců.

## Činnost
Společnost SolarWinds vyvíjí především technický software určený pro správce sítí pro monitoring a správu sítí včetně sledování aplikací a jejich výkonu. Kromě čistě komerčního software má SolarWinds v portfoliu produktů také nástroje zdarma. Některé produkty získaly ocenění.
Česká pobočka SolarWinds vyhrála v roce 2014 první místo mezi velkými společnostmi v České republice ve studii Best Employers, pořádané společností Aon Hewitt. V roce 2013 se umístila brněnská pobočka SolarWinds na šestém místě ve stejné studii v kategorii malé a střední společnosti.
Společnost SolarWinds odešla z akciové burzy New York Stock Exchange (NYSE) v lednu 2016 po vyplacení 4,5 miliardy dolarů (cca 100 miliard Kč) dosavadním akcionářům. Stala se soukromou společností vlastněnou investorskými firmami Silver Lake a Thoma Bravo.
V prosinci 2020 bylo zjištěno, že Orion, produkt firmy SolarWinds používaný více než 33 000 firmami a organizacemi byl zneužit k rozsáhlému kybernetickému útoku, který byl údajně spáchaný hackerskou skupinou APT29 s návazností na ruské výzvědné služby. K narušení bezpečnosti došlo v březnu 2020 nebo dříve, ale útok zůstal několik měsíců neodhalen.
Bezprecedentní hackerský útok, označovaný jako Sunburst/Supernova, může podle bývalého bezpečnostního poradce společnosti Iana Thornton-Trumpa souviset s dřívějším tlakem na úspory, kdy se sice podařilo významně zlepšit ekonomické výsledky společnosti, avšak za cenu nižšího důrazu na vnitřní bezpečnost. Firma SolarWinds tehdy založila pobočky v Bělorusku, Polsku a v České republice, kde měli inženýři přístup ke zdrojovým kódům Orionu.

## Akvizice
- TriGeo Network Security (2011)[11]
- DameWare Development LLC (2011)[12]
- Hyper9, Inc. (2011)[13]
- RoveIT (2012)[14]
- EminentWare (2012)[15]
- RhinoSoft (2012)[16]
- N-able Technologies (2013)[17]
- Confio Software (2013)
- Pingdom (2014)
- Librato (2015)
- Papertrail (2015)
- GNS3 (2015)[18]
- LogicNow (2016)
- AppNeta TraceView (2016)
- Loggly (2018)
- Trusted Metrics (2018)
- VividCortex (2019)
- Samanage (2019)
- SentryOne (2020)

## Seznam některých produktů
- Network Performance Monitor
- Server & Application Monitor
- Security Information & Event Management
- Patch Manager
- Database Performance Analyzer
- Web Help Desk